# Hội Nữ Hướng đạo Thế giới
Hội Nữ Hướng đạo Thế giới (World Association of Girl Guides and Girl Scouts hay viết tắt là WAGGGS) là một hội toàn cầu hỗ trợ các tổ chức Hướng đạo toàn nữ và có định hướng dành cho nữ tại 144 quốc gia. Được thành lập vào năm 1928 và có tổng hành dinh tại Luân Đôn, Anh. Nó là đồng nhiệm của Tổ chức Phong trào Hướng đạo Thế giới (World Organization of the Scout Movement).
Sứ mệnh của Hội Nữ Hướng đạo Thế giới (WAGGGS) là giúp các bé gái và thiếu nữ phát triển tiềm năng của mình đầy đủ nhất như các công dân có trách nhiệm của thế giới, dạy làm lãnh đạo, và thấm nhuần dần các giá trị.
Hội Nữ Hướng đạo Thế giới được tổ chức thành các vùng và điều hành 4 trung tâm Hướng đạo quốc tế. Hội có tư cách thành viên đầy đủ với Diễn đàn Thanh niên châu Âu (European Youth Forum hay YFJ) là diễn đàn hoạt động trong Hội đồng châu Âu và Liên hiệp châu Âu. Hội Nữ Hướng đạo Thế giới làm việc bên cạnh cả hai cơ quan này.

## Lịch sử
Nữ Hướng đạo được Robert Baden-Powell thành lập vào năm 1910 với sự giúp đỡ của em gái ông là Agnes Baden-Powell. Sau khi ông thành hôn năm 1912, vợ ông là Olave Baden-Powell nhận lấy vai trò lãnh đạo trong việc phát triển Nữ Hướng đạo.
Khi phong trào lan khắp nơi, các hội nữ Hướng đạo quốc gia độc lập được thiết lập; tuy nhiên có một nhu cầu được cảm nhận là sự hợp tác quốc tế. Năm 1919 một hội đồng quốc tế được thành lập và vào năm 1920 Hội nghị Quốc tế đầu tiên được tổ chức tại Anh Quốc. Sau Hội nghị Quốc tế năm 1926, gia đình Baden-Powell được tiếp xúc để thành lập một hội chính thức và vào năm 1928 Hội Nữ Hướng đạo Thế giới được thành lập.
Các tổ chức thành viên tiếp tục họp ba năm một lần (trước kia 2 năm một lần) ở các Hội nghị Thế giới. Lưu trữ ngày 18 tháng 7 năm 2007 tại Wayback Machine

### Danh sách các Giám đốc/Trưởng Hành chánh
- Phu nhân Katharine Furse (1926–1936) - Giám đốc đầu tiên
- Winnifred Kydd (?1947?)
- Phu nhân Leslie Whateley (1951–1964)
- Lesley Bulman-Lever (1997–2006)
- Mary Mc Phail (2007–)

### Danh sách các Hội nghị Thế giới
1. 1920 - Hội nghị Thế giới 1 - Oxford, Anh
2. 1922 - Hội nghị Thế giới 2 - Cambridge, Anh
3. 1924 - Hội nghị Thế giới 3 - Foxlease, Vương quốc Liên hiệp Anh
4. 1926 - Hội nghị Thế giới 4 - New York, Hoa Kỳ
5. 1928 - Hội nghị Thế giới 5 - Parád, Hungary - WAGGGS được thành lập tại Hội nghị này
6. 1930 - Hội nghị Thế giới 6 Foxlease, Hampshire, Anh
7. 1932 - Hội nghị Thế giới 7 Bucze, Ba Lan
8. 1934 - Hội nghị Thế giới 8 Adelboden, Thụy Sĩ
9. 1936 - Hội nghị Thế giới 9 Stockholm, Thụy Điển
10. 1938 - Hội nghị Thế giới 10 Adelboden, Thụy Sĩ
11. 1946 - Hội nghị Thế giới 11 Evian, Pháp
12. 1948 - Hội nghị Thế giới 12 Cooperstown, Hoa Kỳ
13. 1950 - Hội nghị Thế giới 13 Oxford, Anh
14. 1952 - Hội nghị Thế giới 14 Dombås, Nay Uy
15. 1954 - Hội nghị Thế giới 15 Zeist, Hà Lan
16. 1957 - Hội nghị Thế giới 16 Petrópolis, Brasil
17. 1960 - Hội nghị Thế giới 17 Athens, Hy Lạp
18. 1963 - Hội nghị Thế giới 18 Nyborg, Đan Mạch
19. 1966 - Hội nghị Thế giới 19 Tokyo, Nhật Bản
20. 1969 - Hội nghị Thế giới 29 Otaniemi, Phần Lan
21. 1972 - Hội nghị Thế giới 21 Toronto, Canada
22. 1975 - Hội nghị Thế giới 22 Sussex, Anh
23. 1978 - Hội nghị Thế giới 23 Tehran, Iran
24. 1981 - Hội nghị Thế giới 24 Orléans, Pháp
25. 1984 - Hội nghị Thế giới 25 Tarrytown, New York
26. 1987 - Hội nghị Thế giới 26 Njoro, Kenya
27. 1990 - Hội nghị Thế giới 27 Singapore
28. 1993 - Hội nghị Thế giới 28 Nyborg, Denmark
29. 1996 - Hội nghị Thế giới 29 Nova Scotia Canada
30. 1999 - Hội nghị Thế giới 30 Dublin, Ireland
31. 2002 - Hội nghị Thế giới 31 Manila, Philippines 18-24 tháng 6
32. 2005 - Hội nghị Thế giới 32 Amman, Jordan
33. 2008 - Hội nghị Thế giới 33 Johannesburg, Nam phi 6 - 12 tháng 7

Các Hội nghị dự định được tổ chức vào năm 1940 và 1942 bị hủy bỏ vì Chiến tranh thế giới thứ hai.

## Tổ chức

Bản đồ phân chia các vùng của Hội Nữ Hướng đạo Thế giới; các vùng màu xám như Lào và Cuba không có Hướng đạo

Hội Nữ Hướng đạo Thế giới gồm có các tổ chức thành viên quốc gia được điều hành độc lập nhưng đồng ý tôn trọng hiến chương của Hội Nữ Hướng đạo Thế giới.  Các tổ chức thành viên quốc gia được chia thành 5 vùng. Các tổ chức thành viên đến lượt mình là bầu lên Ban Quốc tế, trước kia gọi là Ủy ban Thế giới, để điều hành Hội Nữ Hướng đạo Thế giới. Ban Quốc tế gồm có 17 tình nguyện viên từ khắp nơi trên thế giới được bầu một cách dân chủ bởi tất cả các tổ chức thành viên và nó gồm có chủ tịch từ mỗi trong 5 vùng của Hội Nữ Hướng đạo Thế giới.  Thêm vào đó, cũng có ban nhân sự thường trực của Văn phòng Thế giới đặt tại London và được Trưởng Hành chánh của Hội Nữ Hướng đạo Thế giới (trước đây là Giám đốc của Văn phòng Thế giới) lãnh đạo. Cứ ba năm một lần, đại diện từ các quốc gia thành viên đến họp tại một Hội nghị Thế giới để bàn thảo và bỏ phiếu về chính sách.
Mỗi tổ chức thành viên của Hội Nữ Hướng đạo Thế giới chọn ra cách làm thế nào mà họ tin là nó có thể thúc đẩy sự tăng tiến các mục tiêu Hướng đạo tốt nhất qua việc để ý đến văn hóa và nhu cầu của giới trẻ của mình. Có tổ chức chọn làm việc chỉ với trẻ em nữ trong môi trường độc giới tính để phá tan những định kiến và cho các em gái và thiếu nữ sự tự tin bắt lấy vị trí của mình trong xã hội. Những tổ chức khác thì thích làm việc với nhóm hòa hợp nam nữ để tạo cho các thanh thiếu nam và nữ hợp tác bình đẳng trong đơn vị của họ. Các tổ chức khác thì chọn cả phương thức giải quyết đồng giáo dục và độc giới tính theo tuổi và sở thích của giới trẻ.

### Các Vùng và Trung tâm trên thế giới
Hội Nữ Hướng đạo Thế giới có văn phòng tại 5 phân vùng:
     Vùng châu Âu
     Vùng Ả Rập
     Vùng châu Phi
     Vùng châu Á-Thái Bình Dương
     Vùng Tây Bán Cầu
     Không có Vùng thuộc Hội Nữ Hướng đạo Thế giới tương ứng với Vùng Âu-Á của Tổ chức Phong trào Hướng đạo Thế giới; các quốc gia hậu Xô viết được chia ra giữa Vùng châu Âu và Vùng châu Á-Thái Bình Dương.
Hội Nữ Hướng đạo Thế giới điều hành 4 Trung tâm Thế giới cung ứng các chương trình đào tạo, hoạt động và nghỉ ngơi cho nữ và nữ trưởng cũng như thành viên của các nhóm khác, người du ngoạn độc lập. Các hoạt động chủ yếu là tập trung vào tình hữu nghị và hợp tác quốc tế, phát triển cá nhân và đào tạo lãnh đạo, thưởng thức và phục vụ. Tổ chức Bạn bè của 4 Trung tâm Lưu trữ ngày 28 tháng 9 năm 2007 tại Wayback Machine hỗ trợ và quảng bá các trung tâm này.
Bốn trung tâm thế giới như sau:
- Our Chalet, tại Adelboden, Thụy Sĩ; mở cửa năm 1932.
- Pax Lodge, tại Hampstead, Luân Đôn, Anh; vị trí hiện tại mở vào năm 1990. Thực sự đây là trung tâm thứ ba của London; thứ nhất là Our Ark, mở năm 1937, được đổi tên là Olave House vào dịp lễ sinh nhật lần thứ 25.
- Our Cabaña, tại Cuernavaca, México; mở năm 1957.
- Sangam, tại Pune, Maharashtra, Ấn Độ; mở năm 1965.

## Phù hiệu

Huy hiệu thành viên của Hội Nữ Hướng đạo Thế giới

Biểu tượng của Hội Nữ Hướng đạo Thế giới là hình ba lá: ba lá tượng trưng cho 3 bổn phận và 3 điều trong lời hứa, hai ngôi sao năm cánh đại diện cho lời hứa và luật, vệt nhỏ ở giữa đại diện kim la bàn chỉ đúng hướng. Nền của hình ba lá tượng trưng cho ngọn lửa của tình yêu nhân loại và hai màu: vàng và xanh dương tượng trưng cho mặt trời chiếu qua tất cả mọi trẻ em trên thế giới.